# St. Laurentius (Freutsmoos)

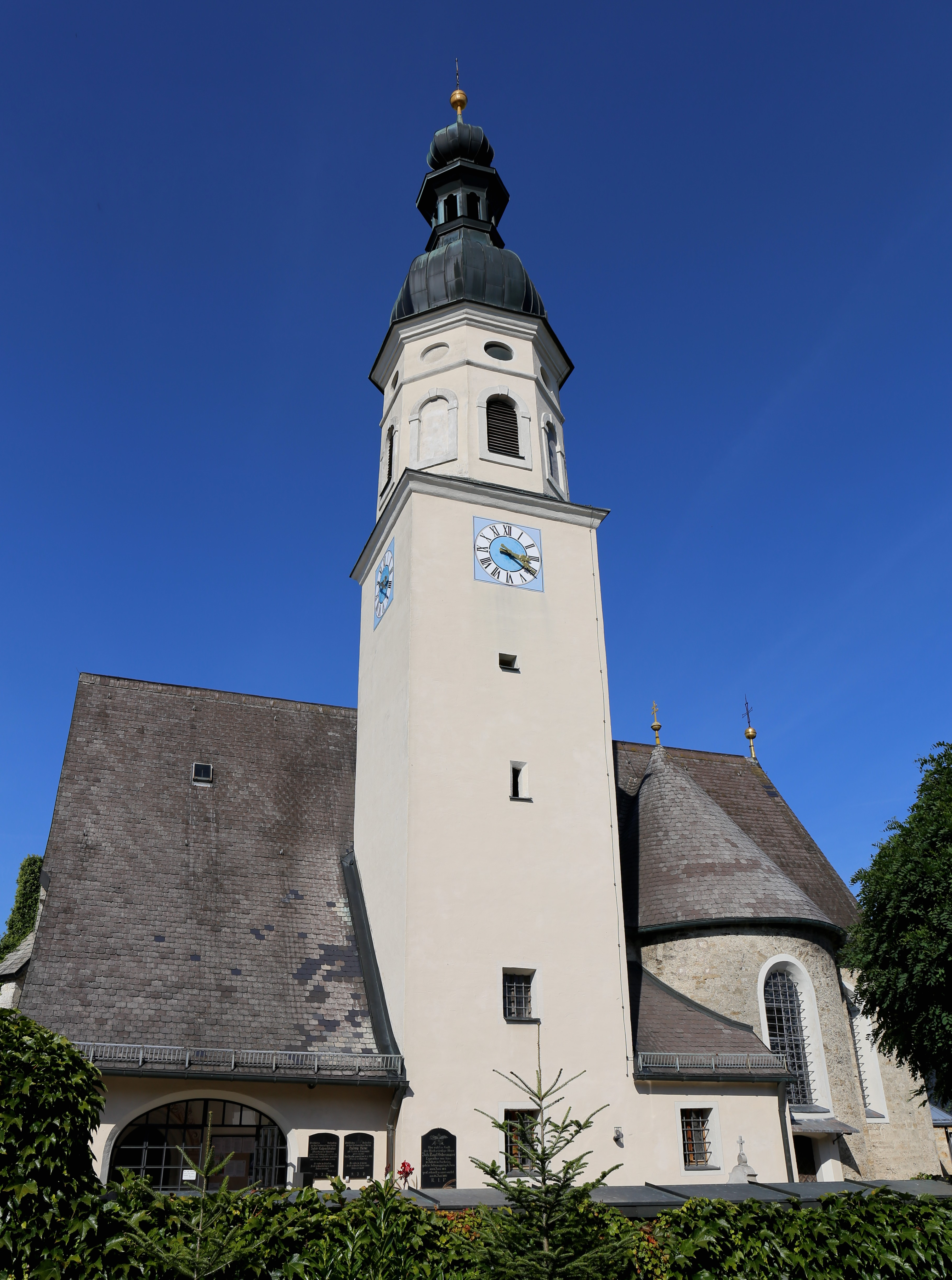
St. Laurentius in Freutsmoos

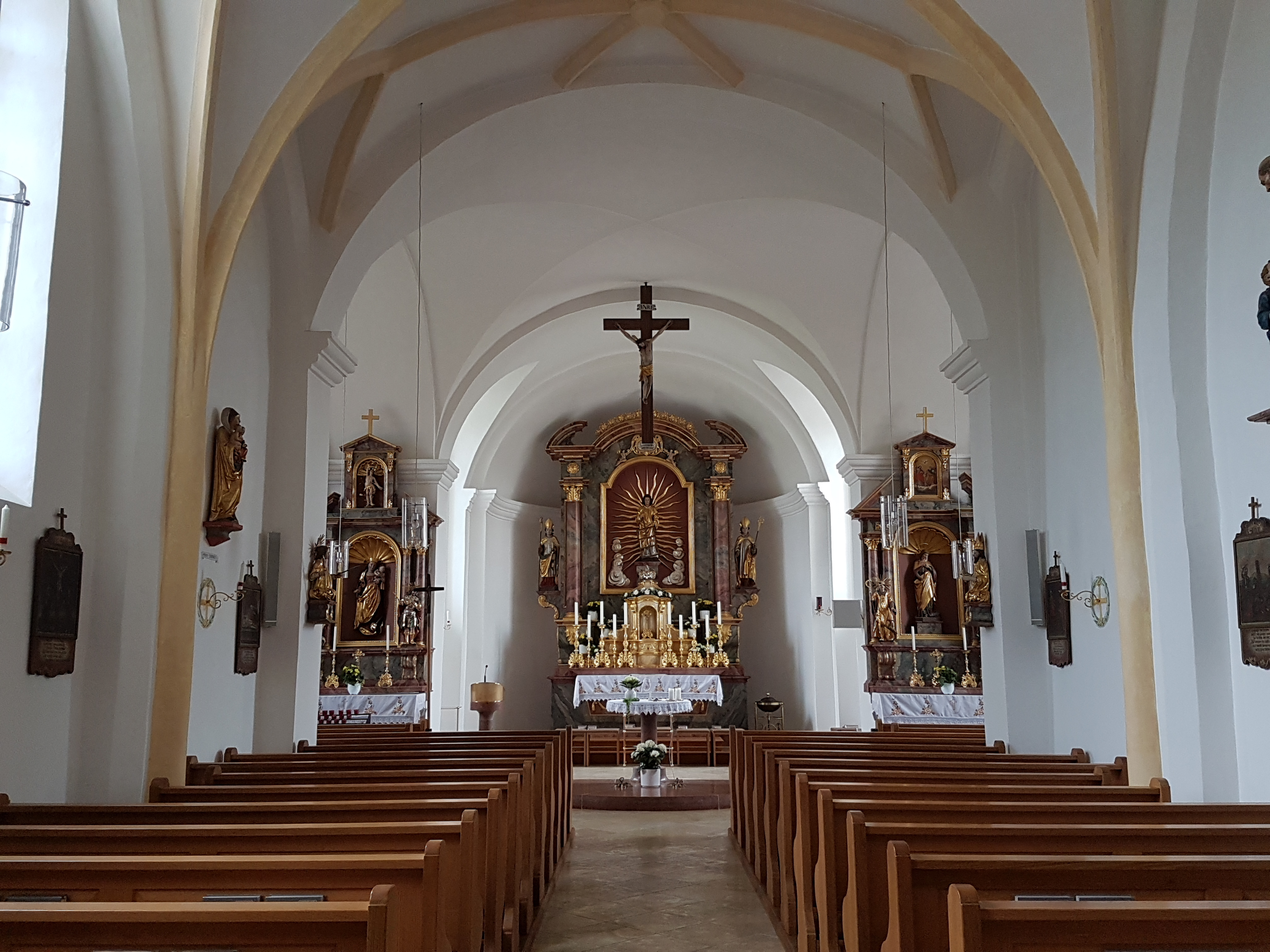
Innenraum

Die römisch-katholische Pfarrkirche St. Laurentius steht in Freutsmoos, einem Gemeindeteil von Palling im oberbayerischen Landkreis Traunstein. Das Bauwerk ist in der Liste der Baudenkmäler in Palling als Baudenkmal unter der Nr. D-1-89-134-32 eingetragen. Die Kirche gehört zum Dekanat Traunstein im Erzbistum München und Freising. Kirchenpatron ist Laurentius von Rom.

## Beschreibung
Die spätgotische Saalkirche wurde in der zweiten Hälfte des 15. Jahrhunderts erbaut. Sie besteht aus dem Langhaus, dem 1680 neu erbauten Drei-Konchen-Chor im Osten und dem an die Südwand des Langhauses angefügten Kirchturm mit spätgotischen Untergeschossen. Der Turm wurde 1704 bis 1706 um ein achteckiges Geschoss für den Glockenstuhl erhöht und 1718 mit einer Welschen Haube bedeckt. 
Der Innenraum des Langhauses ist mit einem Netzgewölbe überspannt, der des Chors mit einem Kreuzgratgewölbe. Der Hochaltar wird von Statuetten flankiert. Auf dem Altarretabel ist Laurentius dargestellt. Die Seitenaltäre flankieren den Chorbogen.